# Juncus fimbristyloides
Juncus fimbristyloides är en tågväxtart som beskrevs av Henry John Noltie. Juncus fimbristyloides ingår i släktet tåg, och familjen tågväxter. Inga underarter finns listade i Catalogue of Life.